# パブ・セッション

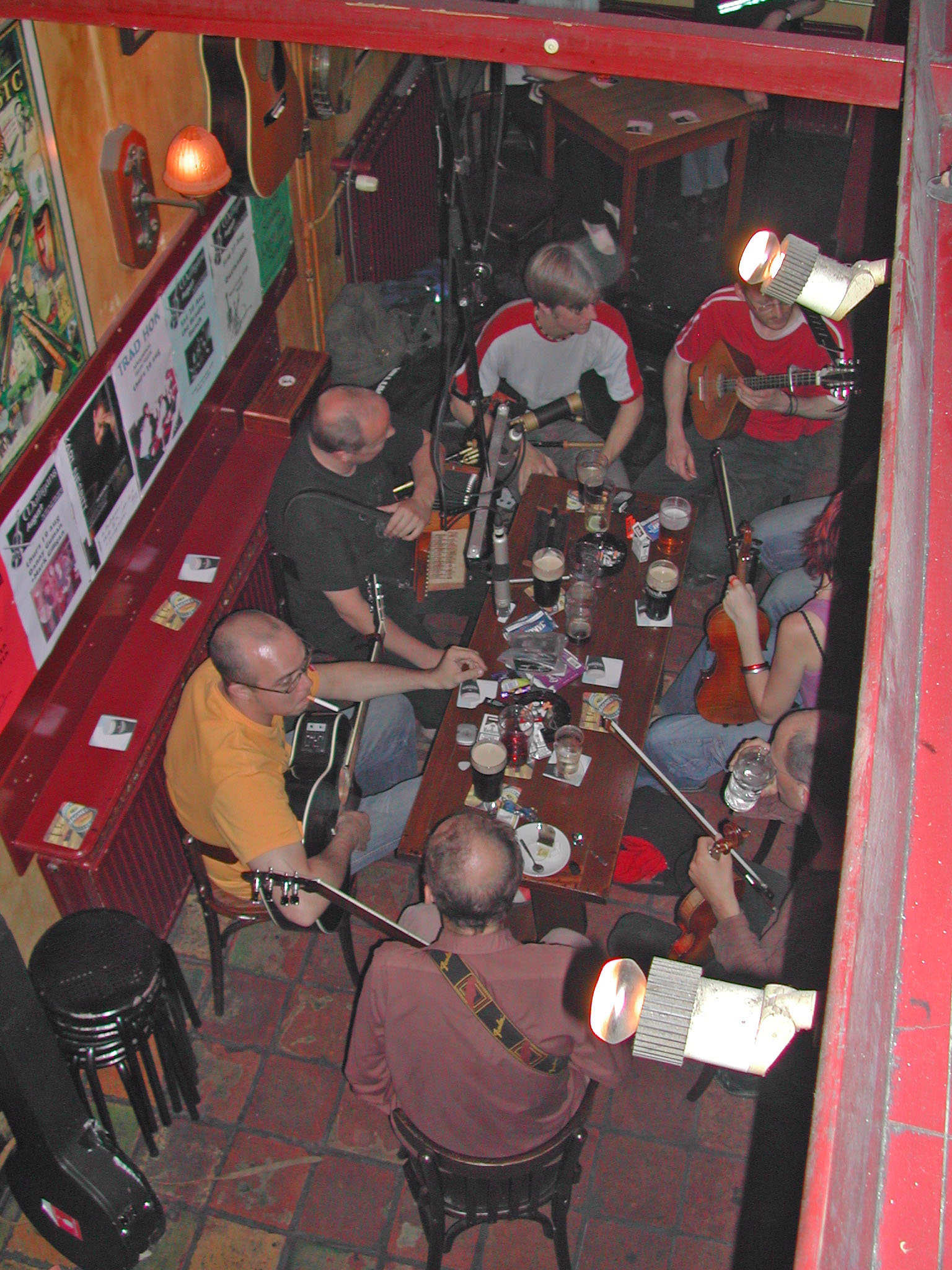
パブに集まってビールを飲みながら演奏するアイルランド音楽愛好家たち（2004年8月、アムステルダム）

パブ・セッション（英: pub session、アイルランド語: seisiún、マン島語：seshoon）は、各地のパブのくつろいで打ち解けた舞台での音楽演奏や歌唱を指し、そこで生まれる音楽はエールやスタウト、ビールの消費や会話と混じりあう。ミュージシャンたちは、アイルランド、イングランド、スコットランド、マン島の伝統的な歌やチューンを歌い奏でる。 楽器としては主に、フィドル、アコーディオン、コンサーティーナ、フルート、ティン・ホイッスル、イリアン・パイプス、テナーバンジョー、ギター、バウロンが使われる。

## 歴史
古来より歌と酒は同じ場に有ったが、文字に記された証拠は16世紀まで断片的である。16世紀末に書かれたシェイクスピアの『ヘンリー四世 第1部』では、ハル王子とフォルスタッフが酒を飲みながらトングとボーンズ ("tongs and the bones") で演奏することについて議論している。パブでの歌の情景の描写ではテニールス（1610年 - 1690年）やアドリアーン・ブラウエル（1605年または1606年 - 1638年）の作によいものがあるが、ヤン・ステーン（1625年または1626年 - 1656年）のものは特にすばらしい。

### 1800年から1950年まで
イギリスでは、1830年ビール店法 (Beerhouse Act 1830) がビールへの課税を廃止したことに伴い、すぐにたくさんのパブがイングランド各地に急増した。その数のピークは1870年代で、1900年以降は減少した。
1850年代には、たくさん作られていく学生歌や商業的な歌を集めた楽譜集がヨーロッパ各地で出版された。最も有名なものはジョン・ステュアート・ブラッキー（1809年 – 1895年)による『スコットランドの学生歌集』（Scottish Students Song Book）である。伝統的な歌とエロスのユーモアの混在は現在まで続く。
アイルランドでは、アイルランドのセッションやダンスの音楽を1850曲集めたフランシス・オニール編纂の『アイルランドの音楽』（Music of Ireland、1903年初版）が特によく知られ普及している。
最もよく知られている乾杯の歌 (drinking song) の一つである「茶色の小瓶」（Little Brown Jug）は、1860年代から記録されている。
1908年よりパーシー・グレインジャーは民謡の録音を始めていたが、それは歌い手の本来の居場所であるパブではされなかった。
1938年に、A・L・ロイドは 当時勤めていたBBCを動かして、イングランド東部のサフォーク州イーストブリッジにあるパブ「イールズ・フート」（Eel's Foot、「ウサギの足」の意味）の歌い手たちによる歌を録音した。1939年から1947年の間のイールズ・フートでは、"嘘が騎士を元気づける"( False Hearted Knight またはen:Lady Isabel and the Elf Knight)、"黒い目の船乗りたち"(The Dark-Eyed Sailor)、"プリンセス・ロイヤル"(The Princess Royal)、"フォギー・デュ―"(en:Foggy Dew)、"彼女のエプロンの下で"(Underneath Her ApronまたはGathering Rushes in the Month of May)、"楽しく喜びにあふれて"(Pleasant and Delightful)、"ブラックバード"(The Blackbird、クロウタドリのイギリスでの俗称)といった歌が歌われていた。驚くことに、それらの歌の１つにアメリカのIWW(世界産業労働組合)の歌である "貧乏人の天国"(Poor Man's Heaven) があり、1920年頃から記録されている。最古の歌手にはウィリアム・"ヴェルヴェット"・ブライトウェル(William "Velvet" Brightwell、1865年–1960年)がいる。1947年、BBCはより多くの録音を行い、"アングリアの歌"(Anglia Sings)と題して1947年11月19日に放送した。参加者のほとんど全員がその後の1950年代と1960年代にもいた。
アングリアの歌が放送された6年後、初めてのフォーク・クラブ(en:folk club)がイングランド北部ニューキャッスル・アポン・タインでオープンした。客層は平均年齢20代だった。

## 楽器

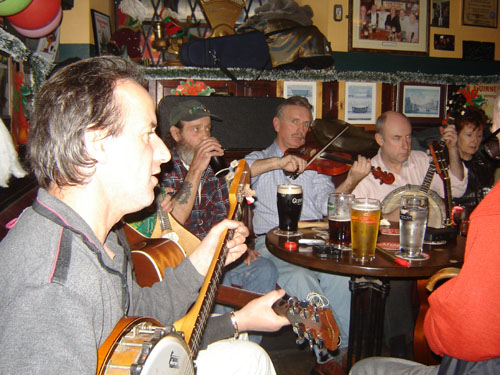
パブ・セッションで演奏される様々な楽器（2008年ダブリン）

フィドルは17世紀から優位を占めていた。メロディオン(ダイアトニックアコーディオン)は1890年代に盛んになった。1950年代にはアコーディオンが優勢になり、特にそれはスコットランドで顕著である。1960年代には、ギターはパブで最も頻繁に聞かれる楽器だった。今日ではとても多くの人々に楽器を買う余裕があり、合奏での演奏が標準になっている。
ケルト音楽のチューンは各国で人気がある。イングランドでさえも同様ではあるが、しかしながらイングランドの音楽界は現在、ベロウヘッド(en:Bellowhead、フォークバンド)やエリザ・カーシー(en:Eliza Carthy、歌手)といった伝統的なイングランドの音楽を演奏する'ニュー・フォーク'のミュージシャンたちの登場とも相まってフォーク・リバイバルの大きな動きを楽しんでいる。何人かの人々はただビールのテントで集まって演奏し続けるためにフォーク・フェスティバル（en:Folk Festival）に行く。

### 楽器の選択
どのセッションにも、どの楽器が何台まで受け入れられるのかというような自身の非公式な決まりがある。いくつかのセッションは厳格な"'トラディショナル'な楽器のみ"(traditional instruments only)の決まりがあるのに対し、他は誰がどんな楽器を持って現れても受け入れる。セッション自体が比較的最近復活してきた現象であることからトラディショナル(traditional)という言葉は大雑把に使われる、ブズーキのように'トラディショナル'と思われがちでありながら実際のところセッションで用いられるようになったのは比較的新しい楽器もある。ただし、セッションに'トラディショナル'でない楽器を持参しようと思うのであれば、それが問題ないか予め確認しておくことが賢明である。
概してフィドル、フルート、アコーディオン、ティン・ホイッスルの人数には上限がない。
バウロンはアイルランド音楽のセッションではよく見られるが、多くのセッションでは一度にバウロンを叩く人数は一人である。
イリアン・パイプスはやはりアイルランド音楽のセッションでよく見られる。しかし同じバグパイプでもより良く知られているグレート・ハイランド・バグパイプは、他の楽器をかき消してしまうためセッションでは使われない。
音色の穏やかなマンドリンやバンジョー、シターン、ブズーキは受け入れられている。
ギターとアパラチアン・ダルシマーは、厳格な"'トラディショナル'な楽器限定"のルールがない限り、よくセッションで弾かれる。

## 作法
セッションには、望んだ人はだれでも参加できる"オープン・セッション"(open sessions)と、弾く人間が制限されている"クローズド・セッション"(closed sessions)の2つがある。一般的にはセッションのルールはとてもシンプルだが、その内容はセッション毎に異なってくる。一般的に、パブセッションは楽器を練習する場ではない。参加者は楽器を演奏する能力を持ち合わせていることが前提になる。いくつかのセッションは全面的に楽器演奏主体であり、別のセッションは歌で人々を魅了する。新しい人間はセッションが始まる前に他の参加者に紹介するのが通例である。
多くの場合、リーダーなり古くからのメンバーがその場の雰囲気を作り、セッションが円滑に進むようにしている。リーダーとはいっても傍目には全くそのように見えないことも多いし、リーダー自身がセッションを主導することを考えていないことすらある。しかしながら実際のところ、人間の力関係の自然から、セッションには常にリーダーがいる。いくつかのセッションはラウンドロビン方式をとって座った位置から順番にセットのリーダーを回しており、別のセッションでは特に順番を決めない飛び入り自由(free-for-all)のスタイルである。そして、セッションのリーダーはどのようにこのセッションが進行しているのか注意を払っている。
セッションには、その自由さや自然さによる新しい発見の要素が常にあり、それを期待し自由さを受け入れる雰囲気が参加者全員にある。
たった1曲の歌か数曲のチューンしか知らない人がいたときに、それをあからさまに批判することはひんしゅくを買う。セッションはすべての参加者が楽しむ機会であり、もしその人をセッションのメンバーたちが受け入れているのであれば、（セッションのリーダーを除いて）たった一人のメンバーの思いでそれを否定するものではない。

## 法的留意事項
イングランドとウェールズでは2005年に、2003年免許法(en:Licensing Act 2003)が施行されたが、れは、どんな演技であっても警察、消防隊、環境医学(en:environmental health)へ事前通知する義務があると解釈することができる内容であった。これに対して様々なグループによって多くの請願運動が行われた結果、法は最終的に"自然発生的な"イベントや宗教的な行事を許可することとした。